# Pueblo Nuevo Ojo de Agua
Pueblo Nuevo Ojo de Agua är en ort i Mexiko.   Den ligger i kommunen San Juan Bautista Tuxtepec och delstaten Oaxaca, i den sydöstra delen av landet, 400 km sydost om huvudstaden Mexico City. Pueblo Nuevo Ojo de Agua ligger 72 meter över havet och antalet invånare är 527.
Terrängen runt Pueblo Nuevo Ojo de Agua är platt åt nordost, men åt sydväst är den kuperad. Runt Pueblo Nuevo Ojo de Agua är det ganska glesbefolkat, med 24 invånare per kvadratkilometer. Närmaste större samhälle är Playa Vicente, 13,1 km sydost om Pueblo Nuevo Ojo de Agua. Omgivningarna runt Pueblo Nuevo Ojo de Agua är en mosaik av jordbruksmark och naturlig växtlighet.